# Levingston Shipbuilding
Levingston Shipbuilding Company was een Amerikaanse scheepswerf die in 1919 werd opgezet door George Levingston. In 1985 sloot de werf.
Samuel L. Levingston, de vader van George, was in 1859 met zijn broers David en John een werf begonnen in Orange in Texas. Tijdens de Amerikaanse Burgeroorlog diende hij de Geconfedereerde Staten van Amerika  als scheepstimmerman. Na de burgeroorlog begon Samuel een nieuwe werf waar hij raderstoomboten bouwde.
Nadat zijn vader gestopt was, werkte George vanaf 1896 samen met Joe Weaver. In 1919 begon hij zijn eigen werf in Orange aan Moss Avenue om in 1930 te verhuizen naar Front Avenue. In 1933 investeerden Edgar W. Brown jr., George Sells en J.P. Trelleu in de werf en werd de naam Levingston Shipbuilding Company.
In 1939 werd Ed T. Malloy aangesteld als algemeen directeur. Tijdens de Tweede Wereldoorlog bouwde de werf meer sleepboten dan welke andere Amerikaanse werf. In 1945 nam Malloy met zijn broer Frank Malloy en Delbert Nance en Paul Mattingly sr. het aandeel van Brown over.
Met het opkomen van de offshore na de Tweede Wereldoorlog bouwde Levingston aanvankelijk boorpontons en vanaf 1956 ook boortenders. In 1958 werd een enkel afzinkbaar boorplatform gebouwd en vanaf 1965 volgden hefplatforms (jackups) en boorschepen. Het eerste boorschip was de E.W. Thornton voor Reading & Bates en dit ontwerp van Friede & Goldman was opmerkelijk, omdat dit een catamaran was. Met de Levingston 111 had de werf ook zijn eigen ontwerp jackups.
Vanaf 1966 werd er ook halfafzinkbare platforms (semi's) gebouwd. De Santa Fe Mariner 1 uit 1968 voor Santa Fe was een nieuw ontwerp en de eerste semi-submersible waarbij de kolommen op pontons waren geplaatst.
Naast de boring werden er ook voor de offshore ook eenheden gebouwd voor de constructie met pijpenleggers en kraanpontons. De L.E. Minor voor Brown & Root was de eerste speciaal gebouwde pijpenlegger.
In 1970 ging Levingston een joint-venture aan met Far East Shipbuilding Industries Limited (FESL) in Singapore, dat daarna Far East Shipbuilding Levingston Industries (FELS) heette. Dit specialiseerde zich ook in de offshore. In 1971 nam Keppel een belang van 40% in FELS, waarna Levingston in 1972 uit de joint-venture stapte. Keppel nam het later volledig over, waarna het in 1997 Keppel FELS werd genoemd. In 1970 werd ook Gulfport Shipbuilding in Port Arthur overgenomen.
In 1975 werd Levingston overgenomen door Ashland Oil, dat het in 1982 overdeed aan de CEO, Ed Paden. Paden moderniseerde de werven en introduceerde Japanse scheepsbouwmethodes. Met het dalen van de olieprijs vanaf 1982 verslechterde de offshoremarkt dramatisch. Op 1 december 1982 werd met de jackup Sam Noble voor Noble de laatste eenheid opgeleverd. Het zinken van het boorschip Glomar Java Sea in 1983 tijdens tyfoon Lex deed de reputatie van de werf ook geen goed en in 1985 ging Levingston failliet.